# Charles Westmoreland
Charles Westmoreland is een personage in de televisieserie Prison Break.
Hij werd gespeeld door Muse Watson in het eerste seizoen van de serie. Hij was veroordeeld voor inbraak in auto's, autodiefstal, manslag en moord. Er volgde een veroordeling tot levenslang. 
Na zijn opsluiting in Arizona ging het gerucht dat Westmoreland in feite de legendarische vliegtuigkaper 'D.B. Cooper' is. In 1971, hield D.B. Cooper 36 passagiers vast tot er $1.5 miljoen losgeld werd betaald (later bleek dat $5 miljoen te zijn), daarna sprong hij met een parachute uit het vliegtuig, waarna hij nooit meer gezien zou zijn. Na bezuinigingen werd Westmoreland overgeplaatst naar Fox River. Daar zat hij 32 jaar vast, langer dan vele anderen. Vanwege zijn goede gedrag in de gevangenis kreeg hij het respect van veel bewakers.
Oorspronkelijk zou hij met de andere acht, die uit de gevangenis wisten te ontsnappen, meegaan, maar door een ernstige verwonding lukte hem dit niet en bleef hij achter en overleed later.